# Погулянка (Луцький район)
Погуля́нка — село в Україні, у Луцькому районі Волинської області. Входить до складу Колківської селищної громади. Населення становить 307 осіб.

## Географія
Село розташоване на лівому березі річки Кормин.

## Історія
У 1906 році село Цуманської волості Луцького повіту Волинської губернії. Відстань від повітового міста 76 верст, від волості 26. Дворів 12, мешканців 68.
12 червня 2020 року, відповідно до розпорядження Кабінету Міністрів України № 708-р «Про визначення адміністративних центрів та затвердження територій територіальних громад Волинської області», село увійшло у склад Колківської селищної громади.
19 липня 2020 року, в результаті адміністративно-територіальної реформи та ліквідації  Маневицького району, село увійшло до складу новоутвореного Луцького району.

## Населення
Згідно з переписом УРСР 1989 року чисельність наявного населення села становила 302 особи, з яких 147 чоловіків та 155 жінок.
За переписом населення України 2001 року в селі мешкало 306 осіб.

### Мова
Розподіл населення за рідною мовою за даними перепису 2001 року:
| Мова       | Відсоток |
| ---------- | -------- |
| українська | 98,37 %  |
| російська  | 1,63 %   |